# アミNo.3
『アミNo.3』（アミノサン）は、2010年7月にセガから発売されたメダルゲームである。アミー漁、toアミー漁に続くシリーズ第3弾であるが、ジャックポットが2種類に増えるなど、大幅なシステム変更が行われた。
使用基板はこれまでのシリーズ同様、LINDBERGH。なお、本作はLINDBERGH基板で最後に制作された作品でもある。

## 概要
アミー漁、toアミー漁と操作方法は変わらないが、以下の点が変更されている。
- 漁獲量がすぐに入らず、一定時間経過後まとめて加算されるようになった。
- アミゲージが登場。メダルの投入によりゲージが上昇し、満タンになるとメダルが払い出される。（枚数は1・3・5・15・30・二人プレイ時のみ50枚のいずれか。）
- 3連魚などの漁獲ボーナスが、漁獲量ではなくアミゲージへの加算となった。
- ５kgの中型魚は5枚、10kgの大型魚は10枚と捕獲に必要なメダルが増加、また出世魚の捕獲・出世タイミングがランダムとなった。（但し1段階目はtoアミー漁と同様に1枚で捕獲または出世）
- イベントボーナスの内容が変更。その場でメダル払い出しの出目は廃止された。
- パールランプが10個から5個に減った。
- ジャックポットへのステップ抽選が、メダルを消費する大漁スロットから原則消費しない竜宮スロットに変更された。
- ジャックポットに竜神チャレンジが追加され、従来のものは竜宮チャレンジと呼称されるようになった。

## 遊び方
1. 第○網漁丸(あみーぎょまる)と表現される、それぞれのサテライトには2つの漁師君ダイヤルが付いており、回すことによって網を投げる方向を変える。
2. メダルを入れると向いた方向に1回網を投げる。その中に魚が入れば捕獲となり漁獲量が加算される。5kgの中型魚は5枚分、10kgの大型魚の10枚分の網を当てて漁獲量を加算する（基本的に1枚あたり1kg加算）。また捕獲の有無にかかわらずアミゲージが上昇し、連続捕獲するなどの役を達成した場合、漁獲ボーナスがアミゲージに加算される。
3. 漁獲量が加算される際、メーターが光ると後述のイベントが発生する。
4. 漁獲量100kg毎に、竜宮スロットに挑戦できる。ここではジャックポットへのステップとなるパールまたはメダルを獲得することができる。500kgの場合は、パールが必ず獲得できる激!竜宮スロットになる。
5. パールランプを全て点灯させると竜宮チャレンジへ、全て消灯させると竜神チャレンジへ進む。竜宮チャレンジはアミー漁シリーズのこれまでのJPチャンスと同様ボールによる物理抽選で「EX」に入ればEXJPチャンスに発展する。竜神チャレンジはサテライト上でのボーナスゲームで、サテライトに出現した竜神に網などを当ててメダルを獲得する。

## イベント
魚を捕獲すると以下のイベントが発生することがある。イベントによっては、その最中に魚を獲ることが出来なくなる。
時々舵が点滅し「イベント確定」と文字が出ることがある。この時は次回、漁獲量が加算されると必ずイベントが発生する。
また、イベントが発生するときに稀に舵が赤く光ることがあり、後述のメダルクラゲか乙姫チャンスが確定する。

### 前作から継続
Vチャンス
課題が提示され、成功すると10～30枚獲得となる。課題は魚の漢字読みや生態といった知識系から一発捕獲などといった技術系などがある。これまでとは異なり、獲得枚数はチャレンジに必要な枚数に依存するようになった。前作のVVチャンスは廃止された。
ダブルアップチャレンジ
その時点で15枚獲得の権利を手にするが、ダブルアップして増やすかその枚数を獲得するかを選択する。ダブルアップを選んだ場合はダブルアップゲームに挑む。
2匹のカニの内1匹は2倍のプレート、もう1匹は0倍（没収）のプレートを持っているのでどちらかを選択する。2倍を選べば配当金が2倍になるが0倍を選んだ場合その時点で終了。配当は無しとなる。
1回成功するたびに続けるかやめるかを選択可能。最高で6回連続成功960枚まで増やすことも可能。
メダルクリオネ
自分のエリアにメダルクリオネが発生し、網を当てることでメダルを得ることができる。1回につき3枚から10枚の配当で複数回当て続けると消滅する。 最低配当は30枚。まれに巨大メダルクリオネが出現し、通常のクリオネより倍以上の配当が見込める。
メダルクラゲ
自分のエリアにメダルクラゲが発生し、網を当てると5枚の配当かクラゲが分裂する。最低配当は60枚。運が良ければ500枚程度の配当も見込める。まれに巨大クラゲが登場する場合があり、一定の回数当てることで当てた回数×5枚を獲得できる。

### 今作から登場
メダルガイ
自分のエリアにメダルガイが発生し、網を当てることでメダルを得ることができる。ゲージが満タンになるとメダルガイが光り、この時当てると10枚の配当だが、それ以外のタイミングで当てると3枚または5枚の配当となってしまう。消滅が近くなるとゲージが赤くなる。最高配当は100枚。
スーパー連ギョ
自分のエリアに特殊な連ギョが出現する。最初は1kgの連ギョが3匹出現し、全て捕獲すると継続・終了の抽選を行う。終了の場合は漁獲量へ加算される。継続の場合は続いて2kgの連ギョが3匹出現する。これも全て捕獲すると最初と同様に継続抽選を行う。以降3kg4匹、4kg4匹の連ギョの捕獲および継続抽選と進み、最後は5kgの連ギョが5匹出現する（最高漁獲量は62kg）。いずれの連ギョも1匹あたり1枚で捕獲可能。なおタイムアップになると強制終了となるが、この時も漁獲量は加算される。
アミノサンタイム
この間に出現した魚は捕獲するたびにメダルが戻る。また1匹当たりの漁獲量も1～3kgとなる（魚により異なり、いずれも1枚で捕獲可能、但し外した分のメダルは返ってこない。）30kg～90kgの漁獲量を増加させることができるが一定時間が捕獲できず経過した魚は逃げてしまう。
乙姫チャンス
自分のエリアに玉手箱ふぐが発生し、網を当てることでメダルを得ることができる。玉手箱ふぐが開くと、メダル50・70・100枚、竜宮チャレンジに必要な分のホワイトパール、竜神チャレンジに必要な分のブラックパールのいずれかを獲得することができる。パールの場合は、EXのかけら（後述）も獲得できる。前作の漁獲量500kgで登場するいきなりジャックポットチャンスをイベント向けに改良した要素が高い。

## 竜宮スロット
漁獲量が100kg達成するたびに竜宮スロットに突入する。前作の大漁スロットとは異なり、メダルの投入は原則不要。また挑戦は1回のみである。
竜宮スロットの流れ
竜宮スロットは3段階に分かれており、まず内側のスロットからスタートする。枠内にGO以外で停止した場合は、出目に書かれているメダル、パールを獲得する。GOに止まった場合は1つ外側のスロットへ進む。GOとJPCに必要なパールで停止した時以外は一定の確率で再抽選することがありGOのマスかJPCに必要なパールのどちらかに停止する。
出目（GO以外）
- 1段階目（内側） メダル10枚・15枚・20枚・25枚・30枚・50枚。GOに停止しなければ高確率で再抽選される。
- 2段階目（中央） メダル30枚・50枚・ホワイトパール1個・ブラックパール1個。一定の確率で再抽選される。
- 3段階目（外側） ホワイトパール1個・2個・ブラックパール1個・2個。パール獲得が確定。
- 3段階目でGOに止まった場合は4段階目に行き、ホワイトパール5個またはブラックパール5個のいずれかを獲得できる（いずれかのジャックポットが確定）。これに加え、稀にEXボーナスが追加されることもあり、出現すればEXアイテムが一気に5個に増える。

EXのかけら
パールを1個獲得する度にEXのかけらが1つ与えられる。5つ集めるとEXアイテムを1つ獲得でき、獲得したアイテムは竜神チャレンジか竜宮チャレンジに使用することが出来る。5つまで貯めることが可能。ただしジャックポットに進んだ際に余ったパールに対しては、EXのかけらは与えられない。
激!竜宮スロット
累計漁獲量が500kgに達すると激!竜宮スロットとなる。この時は1段階目、2段階目の出目が全てGOとなり、パール獲得が確定する。
特殊なフィーチャー
稀に以下のようなフィーチャーが発生することがある。
- メダル○○枚やJPCに必要なパール以外の役に停止したとき、網を枠内に数発当てることで再抽選（制限時間あり。当てた分のメダルは戻る。何段目でも再抽選先は必ずGOとなる。）
- 枠に網を当てて回転中のリールを止める事が可能になる。その回のスロット全体で有効で、GOに当てて二段目以降に上がった後の段でも止めることが可能。
- GO以外の全ての出目が、ジャックポット獲得に必要なパールに変化（JPC確定)
- 2段目か3段目でJPCに必要なパール以外の役に停止したとき、逆回転や三三七拍子などでJPCに必要なパールに移動(JPC確定
- 2段目か3段目で停止する前にリールが反転(JPCに必要なパールに停止確定)
- 1段目～3段目が全てGOになる(4段目確定)

## 竜神チャレンジ
パールランプを全て消灯させると竜神チャレンジとなり、自分のエリアに竜神が出現する。
出現した竜神に網（EXアイテムを使うことで最大5段階に変化）を当てると、1発当たりメダルが1枚～5枚払い出される。
EXアイテムを使えば攻撃力が上がり、純増メダル枚数と竜神を退治できる確率が上昇する。
全部で3ラウンド行われるが、ボーナスラウンドとして1～2ラウンド追加される場合もある。
竜神を退治すると竜神ボーナスとしてメダルを獲得できるルーレットに挑戦できる。出目の内容は100枚が3つ、300枚が2つ、1000枚が1つである。
竜神を退治するまでに当てるメダル数は機械が決めており、チャレンジ毎に変化する。
竜神チャレンジ終了後、パールランプは3個点灯の状態になる。

## 竜宮チャレンジ
パールランプを全て点灯させると竜宮チャレンジとなり、通常フィールドのスクリーンがオープンしクルーン抽選機構が現れる。
クルーンが回転しボールが入ったところの枚数を獲得。「EX」に入ればEXJPCに進むことができる。
穴は6箇所あり初期状態では50枚が2箇所、100枚が2箇所、200枚が1箇所、EXJPが1箇所だが、EXアイテムを使えば所持数分だけEXのポケットが増える（前作とは異なり、変化するポケットはランダム）。全てEXJPに変化した場合はその時点でEXJPCに進む。なお、前作ではEXアイテムを使わなくても稀に一部の穴がEXに変化する場合があったが、今作ではその要素は廃止された。
竜宮チャレンジ終了後、パールランプは2個点灯の状態になる。
玉手箱
JPC・EXJPC中はフィールドを鯛が回っており1匹捕獲することで玉手箱を1つ手に入れる事が出来る。前作とは異なり点滅しないため捕獲できるかどうかはランダム。
また前作では滅多に出てこないカメが今作では常に回っており、捕獲することで3個獲得できる。
竜宮チャレンジ終了後開封し中に入っていたメダルを獲得する（1つあたり3枚・5枚・10枚・30枚・50枚。）前作では玉手箱内に次回JPC抽選時にポケットを変化させられる「EX」が入っていることがあったが廃止された。

## EXJPチャンス
竜宮チャレンジのJPCでEXJPの穴に入ると（EXJP確定の場合はその時点で）EXJPCへ進む。抽選で挑戦するゲームが決められた後、再度クルーンを使い配当を決定する。前作までとは異なり、抽選回数が複数回となる可能性のあるゲームは存在しない。また前作よりEXJPCに発展する可能性は低くなったがその分期待値は全てのEXJPCで高めとなっている。

### 前作から継続
シンプル1000
200枚のポケットが3つ、250枚のポケットが2つ、1000枚のポケットが1つある。1000枚以外のポケットの配当が前作よりも高くなり改善され継続。期待値は350枚と1番低いが、最低200枚は全EXJPの中で最高枚数。最も選ばれやすいEXJP。
天国と地獄
100枚と200枚のポケットが3つずつあり、ゾーンが天国と地獄に半分ずつ分かれている。入った枚数×止まったゾーンの倍率が配当となる。天国ゾーンで停止配当は10倍で最高で払い出しは2000枚だが、地獄ゾーンで止まれば配当は0.5倍で最低の場合払い出しは50枚というハイリスクハイリターンなEXJP。期待値は767枚。
激!!天国と地獄
ルールは「天国と地獄」と同じだが、ゾーンが激!!天国と激!!地獄になり、激!!天国ゾーンに止まれば20倍の配当。しかし、激!!地獄ゾーンに止まると0.1倍の配当になってしまう。最高4000枚というアミNo.3で最高配当が期待できる半面、最悪10枚という小当たりにすら及ばない配当になる可能性も秘めているまさに天国と地獄であり超ハイリスクハイリターンなEXJP。期待値は1507枚と、全EXJPの中で最高枚数を誇るが、抽選される確率は非常に低い。

### 今作から登場
倍率ファイト
30枚のポケットが3つ、50枚のポケットが2つ、100枚のポケットが1つ。ゾーンは5倍と10倍に半分ずつ分かれている。入った枚数×止まったゾーンの倍率が配当となる。最低配当は150枚。最高配当は10倍ゾーンで100の穴に入ったときの1000枚だが最高配当を得られる可能性は全EXJPの中で一番低い。ただし波は安定していて比較的高い配当を得られやすいEXJP。シンプル1000に次いで抽選される確率が高い。期待値は362枚。
プチ天国と地獄
ルールは「天国と地獄」と同じだが、ゾーンがプチ天国とプチ地獄になり、プチ天国ゾーンは5倍、プチ地獄ゾーンは1倍の配当である。配当枚数は最高で1000枚、最低でも100枚と「天国と地獄」系統ではローリスクローリターンである。期待値は450枚。

## 共通イベント
基本的な内容・ルールはtoアミー漁と同じである。最低3つのサテライトがプレイしている状態で発生し、イベント発生時に稼動していたサテライトのみ参加できる。それ以外のサテライトはイベントが終了するまで、メダルの投入自体ができなくなる（不参加のサテライトには「只今禁漁中!!」と表示される）。ゲームの勝者には賞金（メダル）が与えられる。
なおイベントにはキャリーオーバーが存在し、巨大ギョ退治、高速ギョ退治において誰も賞金を獲得できなかった場合、次回の共通イベントの賞金が100枚増加する。
巨大ギョ退治
画面上に巨大ギョが出現し、網を当てることで体力を減らしていき、1回当てることにつき2メダルを獲得できる。なお、巨大ギョの周りには小魚の取り巻きがいて、その小魚に網を当てても体力は減らず、メダルも返ってこない。また賞金は、最後に網の当てトドメを刺したサテライトが獲得できる。メダルを当てれば誰でも賞金を獲得するチャンスがある共通イベント。
漁獲量競争
画面上に中型魚の大群が出現するので、それを捕獲する。捕獲方法は通常と同様だが、ボム魚に網を当てると、光っていない魚を含め、周囲の魚を一度に捕獲できる。捕獲することでイベント内での漁獲量が加算され、一定時間経過したときに最も多く獲得したサテライトに180枚、2位に60枚が支払われる。前述したキャリーオーバーが発生してる際、まれに賞金が1位のサテライトに360枚、2位のサテライトに120枚となる場合がある。
高速ギョを撃て
画面上に1匹だけ出現する高速ギョを、一発で仕留めることで賞金が獲得できる。一発で仕留められなかった場合、そのサテライトは獲得の権利を失う。時間の経過と共に動きは遅くなるが、動きが不規則のため、捕獲は非常に難しい。
ウミウマレース
ウミウマ（タツノオトシゴ）による周回レースで、8周するとゴールである。ウミウマは網を当てることで加速する（当てた分のメダルも戻る。）。ただし、他の参加サテライトのウミウマにも当たり判定があり、当ててしまった場合は相手のウミウマを加速させてしまうので注意が必要。ウミウマの色はサテライトの色に対応しており、同じ色のウミウマが最初にゴールすると賞金を獲得できる。漁獲量競争と同様、当イベント自体にキャリーオーバーは存在しないが高速ギョ等でキャリーオーバーが発生していると賞金が200、300枚と上昇する。